# Vườn quốc gia Ream
Vườn quốc gia Ream (tiếng Khmer: ឧទ្យានជាតិរាម - Outtyeancheat Ream), tên chính thức là Vườn quốc gia Preah Sihanouk Ream (tiếng Khmer: ឧទ្យានជាតិព្រះសីហនុរាម - Outtyeancheat Preah Sihanouk Ream) là một vườn quốc gia nằm ở Prey Nob, tỉnh Sihanoukville, đông nam Campuchia. Nó nằm cách thành phố cảng và tỉnh lỵ Sihanoukville khoảng 18 km (11 mi). Được thành lập vào năm 1993 khi chính phủ Campuchia bắt đầu hành động để bảo vệ nguồn tài nguyên thiên nhiên của đất nước đang bị đe dọa, vườn quốc gia có diện tích 146,76 km2 (56,66 dặm vuông Anh) của sông, cửa sông, rừng, rừng ngập mặn, bãi biển, rạn san hô là nơi trú ngụ quan trọng của nhiều loài động vật hoang dã và sinh vật biển.

## Vị trí
Vườn quốc gia nằm ở phía đông nam của huyện Prey Nob thuộc tỉnh Sihanoukville, bên bờ vịnh Thái Lan. Nó bao gồm 210 km2 (81 dặm vuông Anh), trong đó có 146,76 km2 (56,66 dặm vuông Anh) là diện tích đất liền và phần còn lại là khu vực biển. Cảnh quan đồi núi là nơi bao gồm một loạt môi trường sống và hệ sinh thái như rừng ngập mặn, đầm lầy nước ngọt, thảm cỏ biển, rừng thường xanh, bãi biển, đảo, rạn san hô và sông ngòi. Vườn quốc gia bị chia cắt bởi sông Prek Teuk Sap đổ ra vịnh Thái Lan. Giới hạn về phía tây của vườn quốc gia là đỉnh Phnom Mollou cao 277 m (909 ft) là đỉnh cao nhất tại vườn quốc gia. Giữa những ngọn đồi thấp hơn ở phía tây sông Prek Teuk Sap và con sông là vành đai đất ngập nước hẹp không liên tục với một dải rừng ngập mặn. Phía đông của vườn quốc gia là đảo Koh Thmei và Koh Seh.

## Động thực vật
Vườn quốc gia là nơi có nhiều loài động vật hoang dã gồm Khỉ đốm, Cá cúi, Rùa, Cá heo, Cheo cheo, Sếu sarus và Bồ nông. Thực vật tại đây gồm những loài của rừng thường xanh đất thấp, rừng tràm và rừng ngập mặn. Tuy nhiên, trong và giáp ranh giới của vườn quốc gia có 13 ngôi làng với khoảng 30.000 dân là một mối đe dọa đến công tác bảo tồn.